# Juan Goikoetxea Maiza
Vous pouvez aider à l'améliorer ou bien discuter des problèmes sur sa page de discussion.
- Il ne cite pas suffisamment ses sources. Vous pouvez indiquer les passages à sourcer avec {{référence nécessaire}} ou {{Référence souhaitée}}, et inclure les références utiles en les liant aux notes de bas de page. (Marqué depuis avril 2024)
- Certaines informations devraient être mieux reliées aux sources mentionnées dans la bibliographie ou les liens externes. Améliorez sa vérifiabilité en les associant par des références. (Marqué depuis avril 2024)

- Archive Wikiwix
- Bing
- Cairn
- DuckDuckGo
- E. Universalis
- Gallica
- Google
- G. Books
- G. News
- G. Scholar
- Persée
- Qwant
- (zh) Baidu
- (ru) Yandex
- (wd) trouver des œuvres sur Wikidata

Pour les articles homonymes, voir Goikoetxea.
Juan Goikoetxea Maiza, aussi connu sous les noms de Basarteko apaiza, Ibon Zerain'go et Iru-Garate, né le 8 mai 1913 à Zerain au Pays basque (Espagne), et mort en 1983, est un prêtre jésuite basque espagnol, et écrivain de langue basque.

## Biographie
Après son entrée chez les Jésuites, Juan Goikoetxea suit le parcours habituel de la formation spirituelle chez les jésuites espagnols en exil en Belgique, à Tournai et au château de Marneffe puis à Oña dans la province de Burgos. Il est membre correspondant de l'Académie de la langue basque et collabore à plusieurs revues telles que "Luberri", "Gure mutillak", "Jesus'en Biotzaren Deya", "Euzko-Gogoa", "Egan", "Euskera", "Zeruko Argia" et "Elkartasuna".
En 1968, il publie dans "Egan" un travail sur l'écrivain alavais Juan Bautista Gámiz avec pour titre Gamiz, Arabar euskal-olerkaria. Juan Goikoetxea traduit de la même manière l'histoire de Werner Watson et publie ses divers travaux dans le bulletin de la Real Sociedad Bascongada de Amigos del País et dans Euskera.